# Halbimmergrüne Kletterrose
Die Pflanzenart Rosa lucieae, auch Halbimmergrüne Kletterrose, Wichura-Rose oder Memorial Rose genannt, gehört zur Gattung der Rosen (Rosa) innerhalb der Familie der Rosengewächse (Rosaceae).

## Beschreibung

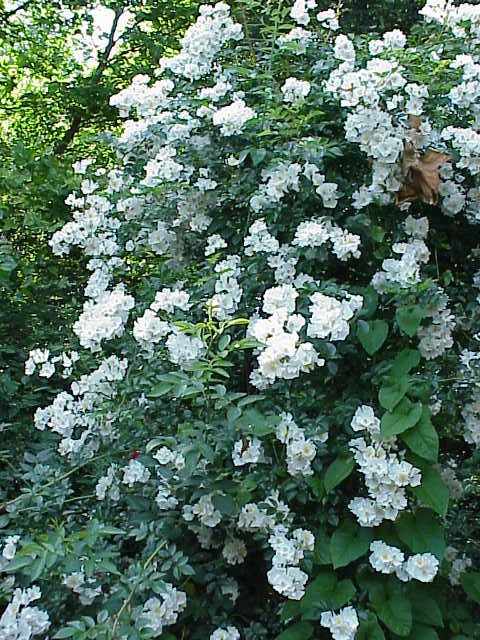
Habitus und Blüten von Rosa lucieae var. lucieae

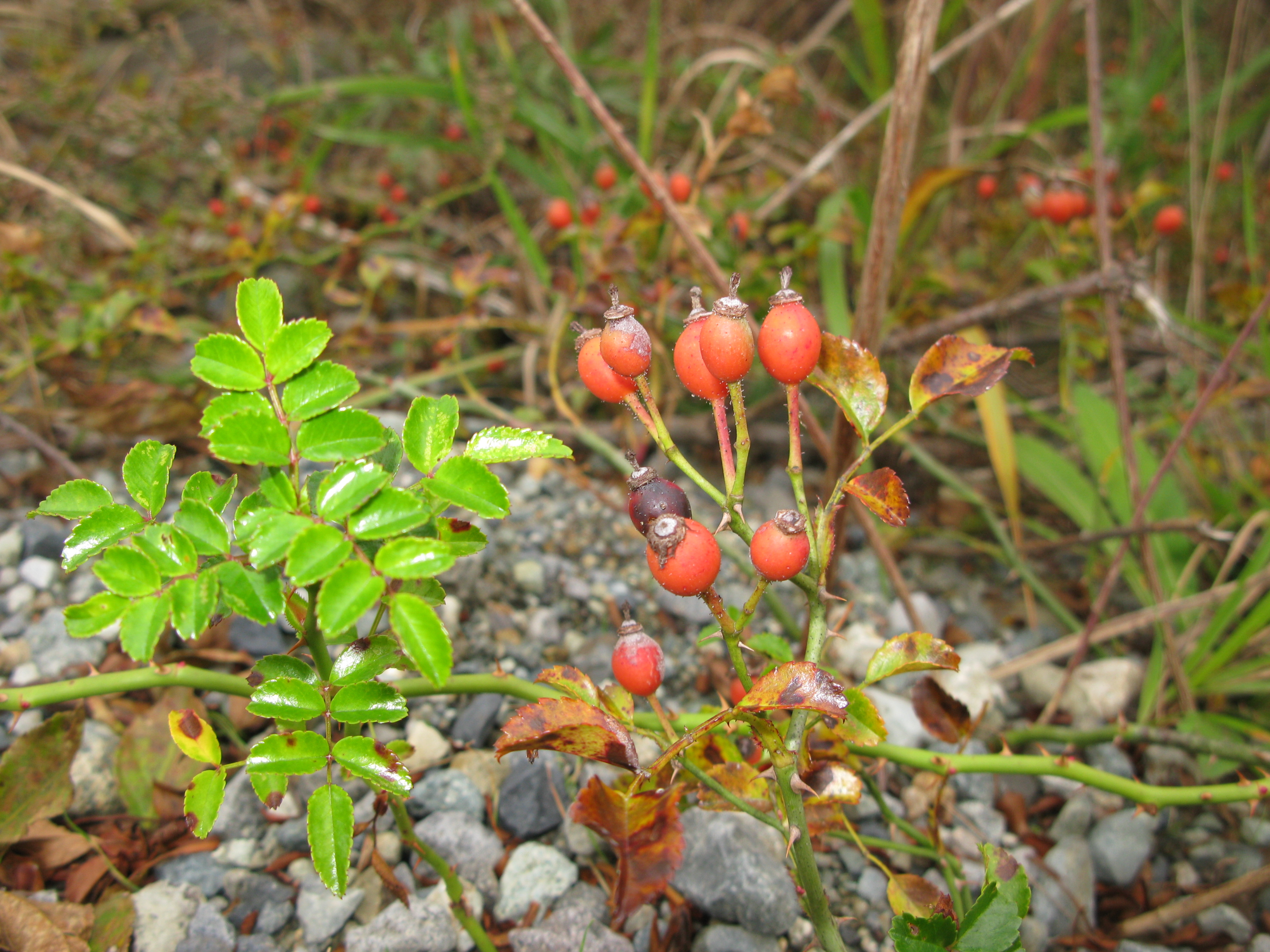
Laubblätter und Früchte

### Erscheinungsbild und Blatt
Rosa lucieae wächst je nach Standort als laubabwerfender bis halbimmergrüner Strauch. Die langen, niederliegenden, ausgebreiteten oder kletternden Sprossachsen sind mehr als 1, meist 3 bis 5 Meter lang. An den Knoten der Sprossachsen bilden sich manchmal Wurzeln. Die stielrunden Sprossachsen besitzen eine rot-braune Rinde, die anfangs flaumig behaart ist und bald verkahlt. Die Sprossachsen sind vereinzelt mit Stacheln besetzt, manchmal in Paaren. Die gekrümmten oder fast geraden Stacheln sind oft purpurrot getönt und 4 bis 5 Millimeter lang sowie etwa 2 Millimeter breit, flach und verbreitern sich allmählich zu einer breiten Basis.
Die wechselständig angeordneten Laubblätter sind in Blattstiel sowie Blattspreite gegliedert und insgesamt 5 bis 10 Zentimeter lang. Der Blattstiel und die Blattrhachis sind spärlich kurz bestachelt und spärlich drüsig-flaumig behaart. Die unpaarig gefiederte Blattspreite enthält meist fünf oder sieben, selten neun Fiederblätter. Die lederigen Fiederblätter sind bei einer Länge von 1 bis 3 Zentimetern sowie einer Breite von 0,7 bis 1,5 Zentimetern elliptisch, eiförmig oder verkehrt-eiförmig mit fast gerundeter oder breit keilförmiger Basis und lang gerundetem-stumpfem oder spitzem oberen Ende. Die Blattränder sind entfernt gesägt. Beide Blattflächen sind kahl. Die Blattunterseite ist grünlich und die Blattoberseite dunkelgrün. Auf der Unterseite der Fiederblätter ist ein erhabener Mittelnerv vorhanden. Das 5 bis 9 Millimeter lang gestielte Endfiederblatt ist bei einer Länge von 15 bis 30 Millimetern sowie einer Breite von 12 bis 20 Millimetern breit-eiförmig bis verkehrt-eiförmig. Die Nebenblätter sind bei einer Länge von 10 bis 12 Millimetern sowie einer Breite von 2 bis 3 Millimetern auf dem größten Teil ihrer Länge mit dem Blattstiel verwachsen. Der freie Bereich der Nebenblätter ist lanzettlich mit kurz zugespitztem oberen Ende, drüsig gesägtem oder gezähntem Rand und spärlich drüsig-flaumig behaart. Die 2 bis 4 Millimeter langen, kahlen Öhrchen sind aufrecht mit ausgefranstem Rand.

### Blütenstand, Blüte und Frucht
Die Blüten stehen einzeln oder zu fünft bis über 20 in schirmrispigen Blütenständen, die einen Durchmesser von 1,5 bis 3 Zentimetern aufweisen, zusammen. Der 0,6 bis 2,5 Zentimeter lange Blütenstiel ist anfangs spärlich flaumig behaart sowie bald verkahlend und selten spärlich drüsig-flaumig behaart. Die ein bis drei früh abfallenden, kahlen Tragblätter sind bei einer Länge von 9 bis 16 Millimetern sowie einer Breite von 2,5 bis 5 Millimetern lanzettlich.
Die nach Apfel oder Klee duftenden und zwittrigen Blüten sind bei einem Durchmesser von 2 bis 2,5 Zentimetern radiärsymmetrisch und fünfzählig mit doppelter Blütenhülle. Der bei einer Länge von 4 bis 6,5 Millimetern sowie einer Breite von 2 bis 3 Millimetern halbkugelige oder flaschenförmige Blütenbecher (Hypanthium) ist spärlich drüsig-flaumig behaart. Die fünf relativ spät abfallenden Kelchblätter sind bei einer Länge von 6 bis 8 Millimetern sowie einer Breite von 1 bis 1,5 Millimetern lanzettlich oder eiförmig-lanzettlich mit zugespitztem oberen Ende und der Rand ist glatt bis fiederspaltig. Die Unterseite der Kelchblätter ist fast kahl und die Oberseite ist dicht flaumig behaart. Die fünf freien weißen oder kahlen, außen kahlen Kronblätter sind bei einer Länge von 13 bis 15 Millimetern sowie einer Breite von 11 bis 15 Millimetern verkehrt-eiförmig mit keilförmiger Basis und gerundetem-stumpfem oberen Ende. Manchmal sind zwei Reihen Kronblätter vorhanden. Es sind viele Staubblätter vorhanden. Es sind viele (12 bis 21) freie Fruchtblätter vorhanden. Die flaumig behaarten Griffel sind zu einer Säule verwachsen, sind etwas länger als die Staubblätter und überragen die Blütenkrone. Der Diskus weist einen Durchmesser von 3 bis 4 Millimetern auf.
In China reicht die Blütezeit von April bis Juli und die Hagebutten reifen von Oktober bis November.
Die bei Reife purpur-schwarz-braune oder rote Hagebutte ist bei einer Länge von 5 bis 10 Millimetern sowie einem Durchmesser von 6 bis 18 Millimetern mehr oder weniger kugelig, stachelig und spärlich drüsig-flaumig behaart. Die ein bis elf Achänen sind dunkel-lohfarben und 4 bis 4,5 Millimeter lang sowie 2 bis 2,5 Millimeter breit.

### Chromosomensatz
Die Chromosomenzahl beträgt 2n = 14, selten 28.

## Standorte in Kultur
Sie ist in milden Lagen immergrün und bildet bis zu 5 Meter lange – oft niederliegende – Stämme mit grünlicher Rinde aus. Die Wichura-Rose ist in den meisten Bodenarten kultivierbar, gedeiht jedoch am besten auf schweren, nicht stauenden Böden und an sonnigen Standorten.

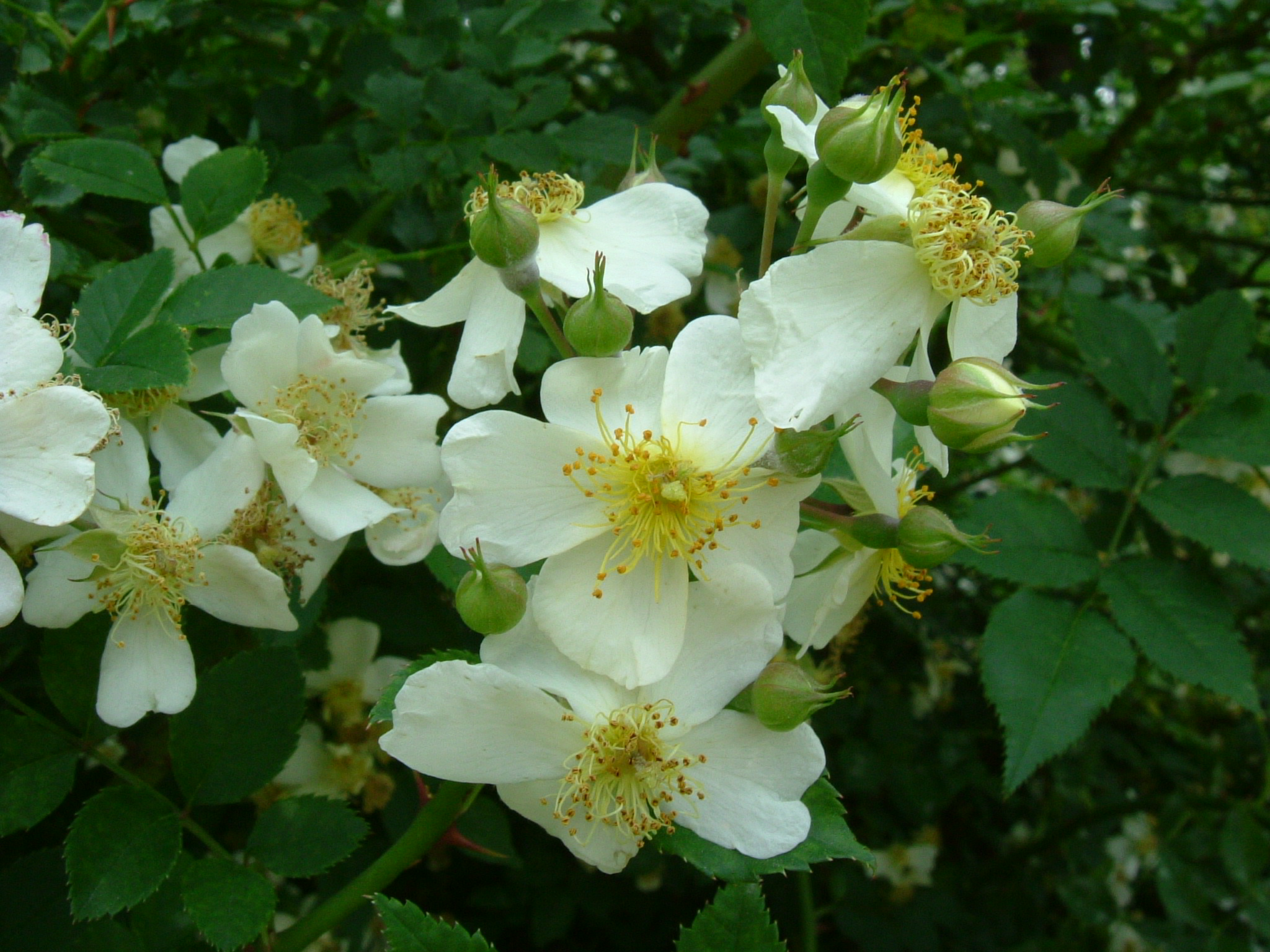
Blütenknospen und Blüten von Rosa lucieae var. fujisanensis

## Systematik und Verbreitung
Die Erstbeschreibung erfolgte 1871 unter dem Namen (Basionym) Rosa lucieae durch Adrien René Franchet und Alphonse Trémeau de Rochbrune in François Crépin: Bulletin de la Société Botanique de Belgique, Band 10, Seite 324; dort „Luciae“ geschrieben. Das Artepitheton lucieae ehrt Madame Lucie Savatier. 1886 erfolgte die Erstbeschreibung von Rosa wichuraiana durch den belgischen Botaniker François Crépin in Bulletin de la Société Botanique de Belgique, Band 25, 2, Seiten 189–192; sie ist heute ein Synonym von Rosa lucieae var. lucieae. Das Artepitheton wichuraiana ehrt den deutschen Beamten Max Ernst Wichura, der diese Rosenart 1859 während einer diplomatischen Mission in Japan für den Botanischen Garten in Berlin sammelte. Weitere Synonyme für Rosa lucieae Franch. & Rochebr. ex Crép. sind: Rosa philippinensis Merr., Rosa wichuraiana Crép., Rosa wichuraiana var. poteriifolia Koidz.
Rosa lucieae gehört zur Sektion Synstylae aus der Untergattung Rosa in der Gattung Rosa.
Rosa lucieae ist in Korea, auf den Philippinen, auf japanischen Inseln, in Taiwan und in den chinesischen Provinzen Fujian, Guangdong, Guangxi sowie Zhejiang verbreitet. Sie ist beispielsweise von Nordamerika bis Mexiko und auf Pazifischen Inseln ein Neophyt.
Von Rosa lucieae Franch. & Rochebr. ex Crép. gibt es die Varietäten:
- Rosa lucieae var. fujisanensis Makino (Syn.: Rosa fujisanensis (Makino) Makino): Sie kommt nur auf den japanischen Inseln westliches Honshu sowie Shikoku vor.[6]
- Rosa lucieae Franch. & Rochebr. ex Crép. var. lucieae[6][2] (Syn.: Rosa acicularis var. taquetii (H.Lév.) Nakai, Rosa lucieae var. wichurana (Crép.) Koidz., Rosa taquetii H.Lév., Rosa wichurana Crép.): Sie ist in Korea, auf den Philippinen, auf den Ryūkyū-Inseln, in Taiwan und in den chinesischen Provinzen Fujian, Guangdong, Guangxi sowie Zhejiang verbreitet.[2]
- Rosa lucieae var. onoei (Makino) Momiy. ex Ohwi (Syn.: Rosa onoei Makino): Sie kommt nur auf den japanischen Inseln zentralen bis westlichen Honshu, Kyushu sowie Shikoku vor.[6]
- Rosa luciae var. rosea H.L.Li: Sie ist nur vom Typusstandort in Taiwan bekannt.[2]

## Züchtung
Das Erbgut der Synonyms Rosa wichuraiana ist in sehr vielen Rambler-Rosen zu finden. Ihre bis zu 6 Meter langen Sprossachsen sind sehr biegsam und hängen deshalb stark über, wenn sie keine Stütze erhalten. Die ledrigen Blätter der Wichura-Rose sind gesund, 5 bis 10 cm lang, mit glänzender Oberseite. Im Juli bis August erscheinen ihre nach Apfel duftenden Blüten in kleinen, kegelförmigen, weißem Doldenrispen. Sie bekommt eiförmige, tiefrote Hagebutten, die einen schönen Kontrast zum Laub bilden.
Es gibt einen besonders auffälligen Sport, Rosa wichuraiana 'Variegata', mit weißbuntem Laub. Die Sorten, die aus Rosa wichuraiana gezüchtet wurden, blühen einmal, dafür aber sehr reich und lange. Eine Ausnahme bildet die Sorte 'New Dawn', bei der die Eigenschaft des Remontierens hinzugekommen ist.